# 白河市東文化センター
白河市東文化センター（しらかわしひがしぶんかセンター）は、福島県白河市にある多目的ホールである。

## 概要
収容人数350席（固定席347席／車椅子スペース3台分）のホールの他、練習室（1室）を有する。扇形の客席が特徴的であり、小規模でありながら客席には傾斜がついており、ステージが見やすくなる工夫がとられている。また、施設入口のエントランスからホワイエにかけての天窓のある吹き抜け空間を催事等で利用できるよう、エントランスホールを個別に貸し出す料金体系が設けられている。
管理運営は、令和2年11月1日から指定管理者であるNPO法人カルチャーネットワークにより行われている。
名称については、白河市の東方に位置するという意味ではなく、旧東村にちなんで名づけられたものである。

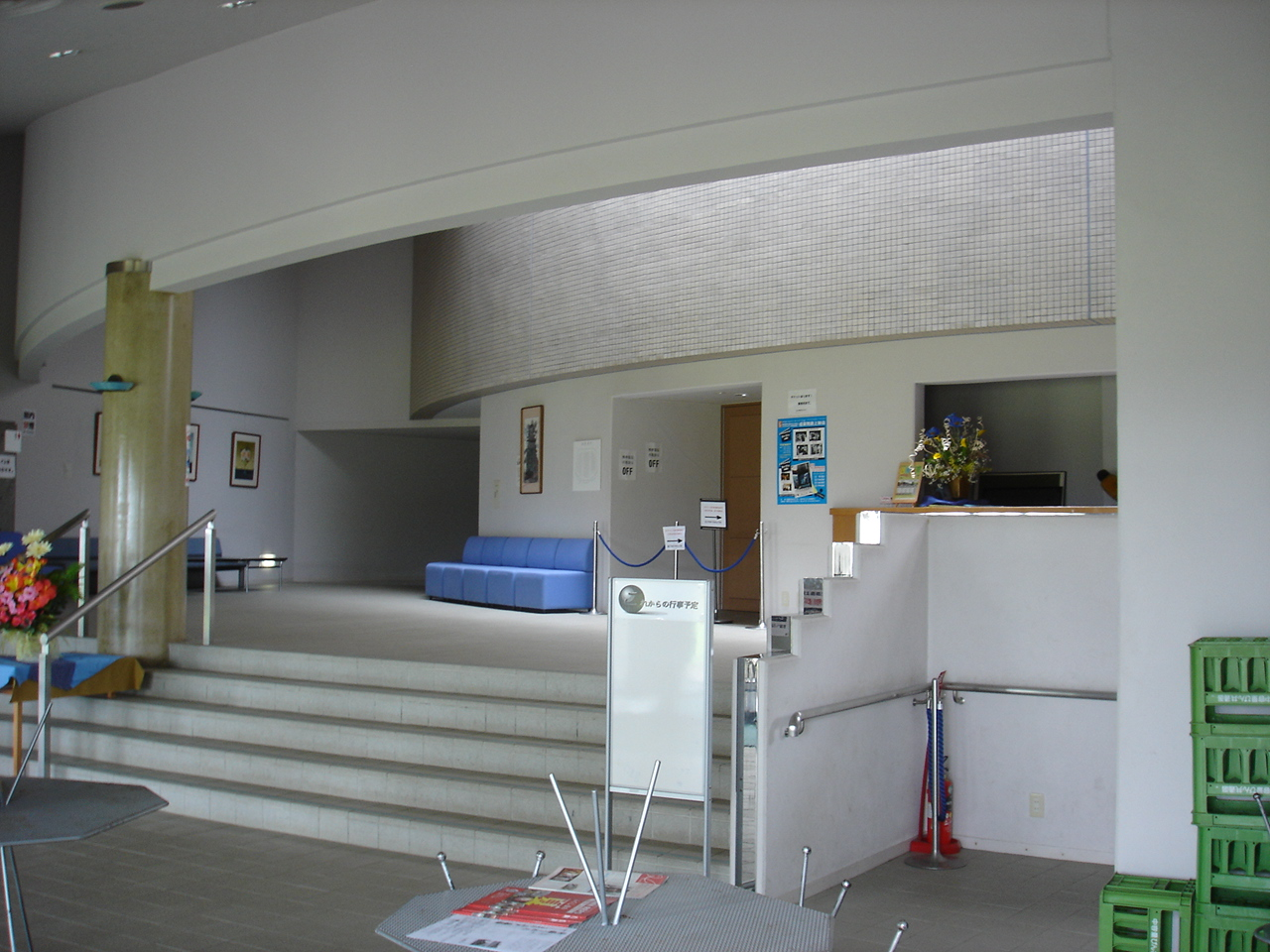
ホワイエ（エントランスホール）

## 沿革
- 1995年9月 - 東村文化センターの名称で開館。
- 2005年11月7日 - 旧白河市、西白河郡表郷村、東村、大信村の合併に伴い、白河市東文化センターへ改称。
- 2007年4月 - NPO法人カルチャーネットワークによる管理運営を開始。
- 2011年3月12日～3月31日 - 東北地方太平洋沖地震の発生に伴い一時閉館。
- 2016年4月 - 隣接するきつねうち温泉の運営会社、株式会社ひがし振興公社による管理運営を開始。
- 2020年4月10日～5月22日 - 新型コロナウイルス感染症拡大防止のため臨時休館。
- 2020年11月1日 - NPO法人カルチャーネットワークによる管理運営を再び開始。

## アクセス
- 福島交通のバスで東庁舎前下車、約1.6㎞。

※バスは本数が極端に少なく、実質的なアクセスとしては機能していない。
- 最寄り駅であるJR水郡線里白石駅から約6km、地域の中で比較的乗降者が多いJR東北本線白河駅から約16㎞。
- 敷地内には、駐車場が100台分設けられている。ただし、隣接するきつねうち温泉・白河市立東図書館と共用である。

## その他
以下の施設と共に、東多世代交流センターを構成している。同じ敷地内に棟続きで以下の施設が併設されている。
- きつねうち温泉
- 白河市立東図書館